# Mikael Samuelsson
Mikael Samuelsson (* 23. Dezember 1976 in Mariefred) ist ein ehemaliger schwedischer Eishockeyspieler, der über viele Jahre in der National Hockey League aktiv war und dabei unter anderem für die New York Rangers, Detroit Red Wings, Vancouver Canucks und Florida Panthers spielte. Mit der schwedischen Nationalmannschaft gewann er sowohl bei den Olympischen Winterspielen 2006, als auch bei der Weltmeisterschaft im gleichen Jahr die Goldmedaille.

## Karriere
Ab 1996 spielte er in der schwedischen Elitserien bei Södertälje SK. Er wurde im NHL Entry Draft 1998 an Position Nummer 145 in der fünften Runde von den San Jose Sharks gezogen, blieb aber erst noch in Schweden und wechselte zum Västra Frölunda HC und im Jahr darauf zu Brynäs IF.

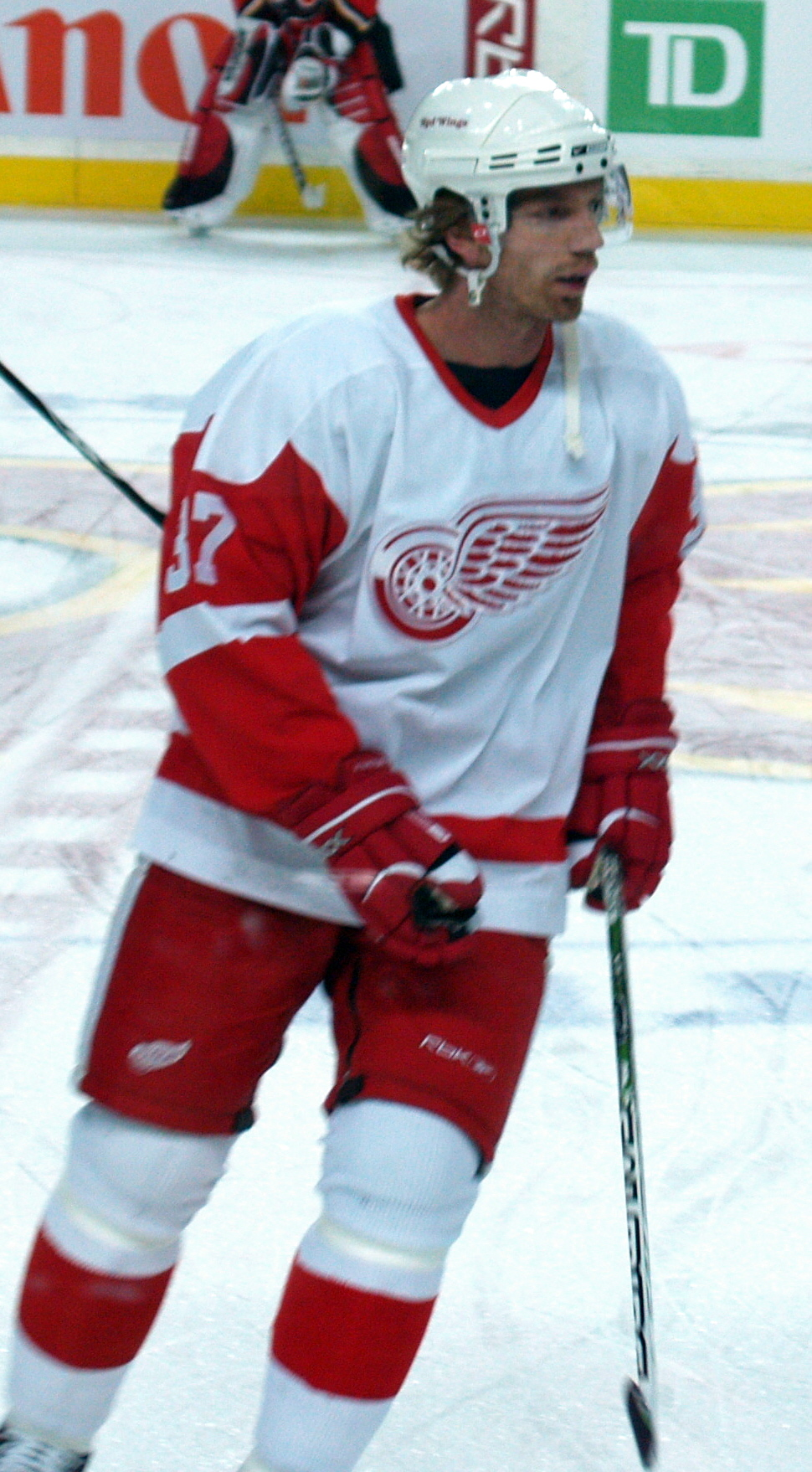
Samuelsson als Spieler der Detroit Red Wings (2006)

Zur Saison 2000/01 wechselte er nach Nordamerika und spielte meist im Farmteam der Sharks, bei den Kentucky Thoroughblades in der AHL, vier Mal durfte er aber auch in der NHL aufs Eis. Die Sharks gaben ihn nach der Saison an die New York Rangers ab. Nachdem er zu Beginn im AHL-Farmteam der Rangers, den Hartford Wolf Pack, spielte, konnte er sich im Laufe der Saison im NHL-Kader behaupten. Zum Ende seiner zweiten Spielzeit wurde er jedoch gemeinsam mit Joël Bouchard, Richard Lintner und Rico Fata an die Pittsburgh Penguins abgegeben, die im Gegenzug Alexei Kowaljow, Janne Laukkanen, Mike Wilson und Dan LaCouture, nach New York schickten.
Schon kurz nach Saisonende wurde er in einem Tausch von Draftrechten an die Florida Panthers weitertransferiert. Nach einem Jahr in Florida folgte der Lockout, während dessen er teilweise bei seinem Heimatteam Södertälje SK, aber auch in der Schweiz bei Genève-Servette HC spielte. Er begann auch die kommende Saison in der Schweiz, doch nach einem Spiel für die Rapperswil-Jona Lakers unterzeichnete er einen Vertrag in der NHL bei den Detroit Red Wings.
In Detroit hatte er gleich eine sehr gute Saison und erzielte 23 Tore und 22 Assists, während die Red Wings den ersten Platz nach der regulären Saison belegten. Hinzu kam auf internationaler Ebene der Olympiasieg und der Weltmeisterschaftstitel mit der schwedischen Nationalmannschaft. 2006/07 konnte Samuelsson verletzungsbedingt nur 53 Spiele absolvieren, erzielte aber trotzdem 34 Scorerpunkte. In den Playoffs half er dem Team mit seinen drei Toren und acht Torvorlagen beim Einzug ins Finale der Western Conference.
In der Saison 2007/08 gehörte Samuelsson erneut zu den zuverlässigen Spielern im Angriff der Red Wings und erzielte 40 Punkte. In den Playoffs schwächelte er anfangs, im Stanley-Cup-Finale fand er aber seine gute Form wieder und erzielte in der Serie drei seiner fünf Treffer aus der Endrunde. Die Red Wings gewannen das Finale gegen die Pittsburgh Penguins schließlich und Samuelsson gewann somit nach der Weltmeisterschaft und der olympischen Goldmedaille den dritten für die Aufnahme in den Triple Gold Club erforderlichen Titel.

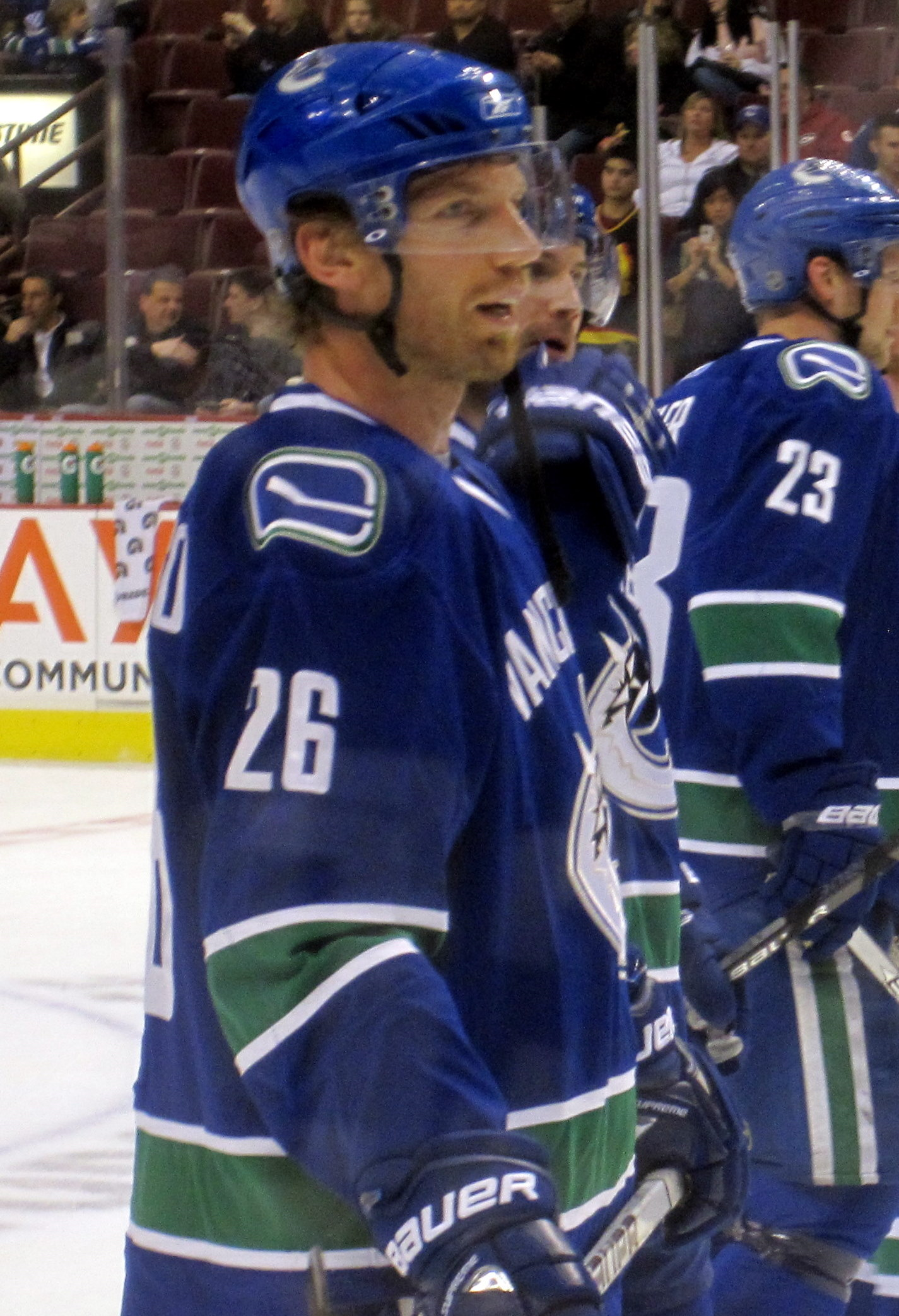
Samuelsson bei den Vancouver Canucks (2010)

An die guten Leistungen knüpfte er auch in der Saison 2008/09 an seine guten Leistungen an, als er erneut 40 Scorerpunkte sammelte und mit Detroit zum zweiten Mal in Folge ins Stanley-Cup-Finale einzog, wo der Gegner wie im Vorjahr die Pittsburgh Penguins waren, jedoch gelang den Red Wings die Titelverteidigung nicht.
Nach vier Jahren bei den Red Wings verließ Samuelsson das Team im Sommer 2009 und wechselte zu den Vancouver Canucks. Am 23. Oktober 2011 wurde er zusammen mit Marco Sturm in einem Tauschgeschäft gegen Steven Reinprecht und David Booth erneut zu den Florida Panthers abgegeben. Nach nur einem Jahr in Florida kehrte Samuelsson im Sommer 2012 zu den Red Wings zurück, absolvierte allerdings in den folgenden zwei Jahren aufgrund zahlreicher Verletzungen nur wenige Pflichtspiele.
Im Juli 2014 verließ er die NHL und wechselte zurück in seine Heimat zu Djurgården Hockey. Im Anschluss an die Saison 2014/15 gab Samuelsson sein verletzungsbedingtes Karriereende bekannt.

## Erfolge und Auszeichnungen
- 1996 Aufstieg in die Elitserien mit dem Södertälje SK
- 2008 Stanley-Cup-Gewinn mit den Detroit Red Wings

### International
- 2006 Goldmedaille bei den Olympischen Winterspielen
- 2006 Goldmedaille bei der Weltmeisterschaft
- 2008 Aufnahme in den Triple Gold Club

## Karrierestatistik
Stand: Ende der Saison 2013/14

### International
Vertrat Schweden bei:
- Weltmeisterschaft 2005
- Olympischen Winterspielen 2006
- Weltmeisterschaft 2006

(Legende zur Spielerstatistik: Sp oder GP = absolvierte Spiele; T oder G = erzielte Tore; V oder A = erzielte Assists; Pkt oder Pts = erzielte Scorerpunkte; SM oder PIM = erhaltene Strafminuten; +/− = Plus/Minus-Bilanz; PP = erzielte Überzahltore; SH = erzielte Unterzahltore; GW = erzielte Siegtore; 1 Play-downs/Relegation; Kursiv: Statistik nicht vollständig)